# Psallus asperus
Psallus asperus är en insektsart som beskrevs av Van Duzee 1923. Psallus asperus ingår i släktet Psallus och familjen ängsskinnbaggar. Inga underarter finns listade i Catalogue of Life.